# 데이비드 롱이
데이비드 러셀 롱이(영어: David Russell Lange CH ONZ, 1942년 8월 4일~2005년 8월 13일)는 뉴질랜드의 정치인이다. 1984년부터 1989년까지 제32대 뉴질랜드의 총리를 지냈다. 소속 정당은 노동당이었다.
오클랜드의 오타후후에서 출생하였다. 1965년 변호사로 졸업하였고, 자신의 지방 정치 활동과 관련되는 오클랜드에서 변호사 생활을 시작하였다. 1974년 오클랜드 시 의회의 의원으로 뽑히는 데 실패하였고, 이듬해에는 홉슨(Hobson)의 노동당 지역구에서도 낙선하였다. 1977년에 망게레(Mangere)의 의석에서 뽑혔다. 1980년의 노동당 당수 경선에서 빌 롤링에게 패하였고, 1983년에 당수가 되었다.
1984년 7월 26일에 로버트 멀둔 총리의 사임으로, 그 뒤를 이어 총리에 취임하였다. 그는 또한 외무부와 교육부의 장관 직위를 역임하였다.
각성의 시기 후에, 특히 국민당의 경제 정책과 함께 한 비지니스 지도자들과 노동당의 폐지 운동, 롱이의 자신만만하고 빠른 재치있는 지도력이 그의 인기를 성원하였다. 집권 당시에 일어난 뉴질랜드의 새로운 반핵 운동, 앤저스 조약을 둘러싼 외국과의 갈등은 그를 국제적, 국내적으로 주목받게 하였다. 1989년 8월 8일에 총리직을 사임하였다.
1996년 정계에서 물러났고, 2003년에는 뉴질랜드 훈위에 선정되었다.

## 역대 선거 결과
| 선거명      | 직책명                   | 대수 | 정당            | 득표율 | 득표수   | 결과 | 당락                 |
| ----------- | ------------------------ | ---- | --------------- | ------ | -------- | ---- | -------------------- |
| 1975년 선거 | 하원의원 (망가레 선거구) | 38대 | 뉴질랜드 노동당 | 14.61% | 2,703표  | 3위  | 낙선                 |
| 1977년 선거 | 하원의원 (망가레 선거구) | 38대 | 뉴질랜드 노동당 | 58.27% | 9,766표  | 1위  | 망가레 하원의원 당선 |
| 1978년 선거 | 하원의원 (망가레 선거구) | 39대 | 뉴질랜드 노동당 | 66.23% | 9,104표  | 1위  | 망가레 하원의원 당선 |
| 1981년 선거 | 하원의원 (망가레 선거구) | 40대 | 뉴질랜드 노동당 | 62.25% | 8,739표  | 1위  | 망가레 하원의원 당선 |
| 1984년 선거 | 하원의원 (망가레 선거구) | 41대 | 뉴질랜드 노동당 | 72.83% | 10,676표 | 1위  | 망가레 하원의원 당선 |
| 1987년 선거 | 하원의원 (망가레 선거구) | 42대 | 뉴질랜드 노동당 | 70.60% | 8,804표  | 1위  | 망가레 하원의원 당선 |
| 1990년 선거 | 하원의원 (망가레 선거구) | 43대 | 뉴질랜드 노동당 | 51.10% | 7,184표  | 1위  | 망가레 하원의원 당선 |
| 1993년 선거 | 하원의원 (망가레 선거구) | 44대 | 뉴질랜드 노동당 | 55.12% | 8,345표  | 1위  | 망가레 하원의원 당선 |